# Härmisaari
Härmisaari eller Miuluksensaari är en ö i Finland. Den ligger i vattendraget Kitinen och i kommunen Sodankylä i den ekonomiska regionen Norra Lappland och landskapet Lappland, i den norra delen av landet, 800 km norr om huvudstaden Helsingfors. Öns area är 66,2 hektar och dess största längd är 1,3 kilometer i nord-sydlig riktning.